# Camaquã
Pour les articles homonymes, voir Camaquã (homonymie).
Camaquã est une ville brésilienne de la mésorégion métropolitaine de Porto Alegre, capitale de l'État du Rio Grande do Sul, faisant partie de la microrégion de Camaquã et située à 122 km au sud-ouest de Porto Alegre. Elle se situe à une latitude de 30° 51′ 06″ sud et à une longitude de 51° 48′ 45″ ouest, à 39 m d'altitude. Sa population était estimée à 60 563 en 2007, pour une superficie de 1 680 km2. L'accès s'y fait par la BR-116.
Le nom de Camaquã vient du mot tupi-guarani Icabaquã, I signifiant "cours d'eau", "eau", et cabaquã, "rapidité", "lieu avec des rapides". Ce nom semble faire référence au rio Camaquã autour duquel fut fondée la cité.
La municipalité se situe au bord de la Lagoa dos Patos.
La région de Camaquã était originellement habitée par les amérindiens Tapes, avec de probables incursions de Minuanos. Les premiers contacts entre indigènes et Européens ne sont pas datés avec précision, mais ils se firent probablement dans la seconde moitié du XVIe siècle.
La population de la commune est composée de descendants de colons allemands, espagnols, français, polonais, portugais et d'indigènes.

## Villes voisines
- São Jerônimo
- Barão do Triunfo
- Cerro Grande do Sul
- Sentinela do Sul
- Arambaré
- São Lourenço do Sul
- Cristal
- Amaral Ferrador
- Chuvisca
- Dom Feliciano